# تدوير الفضلات

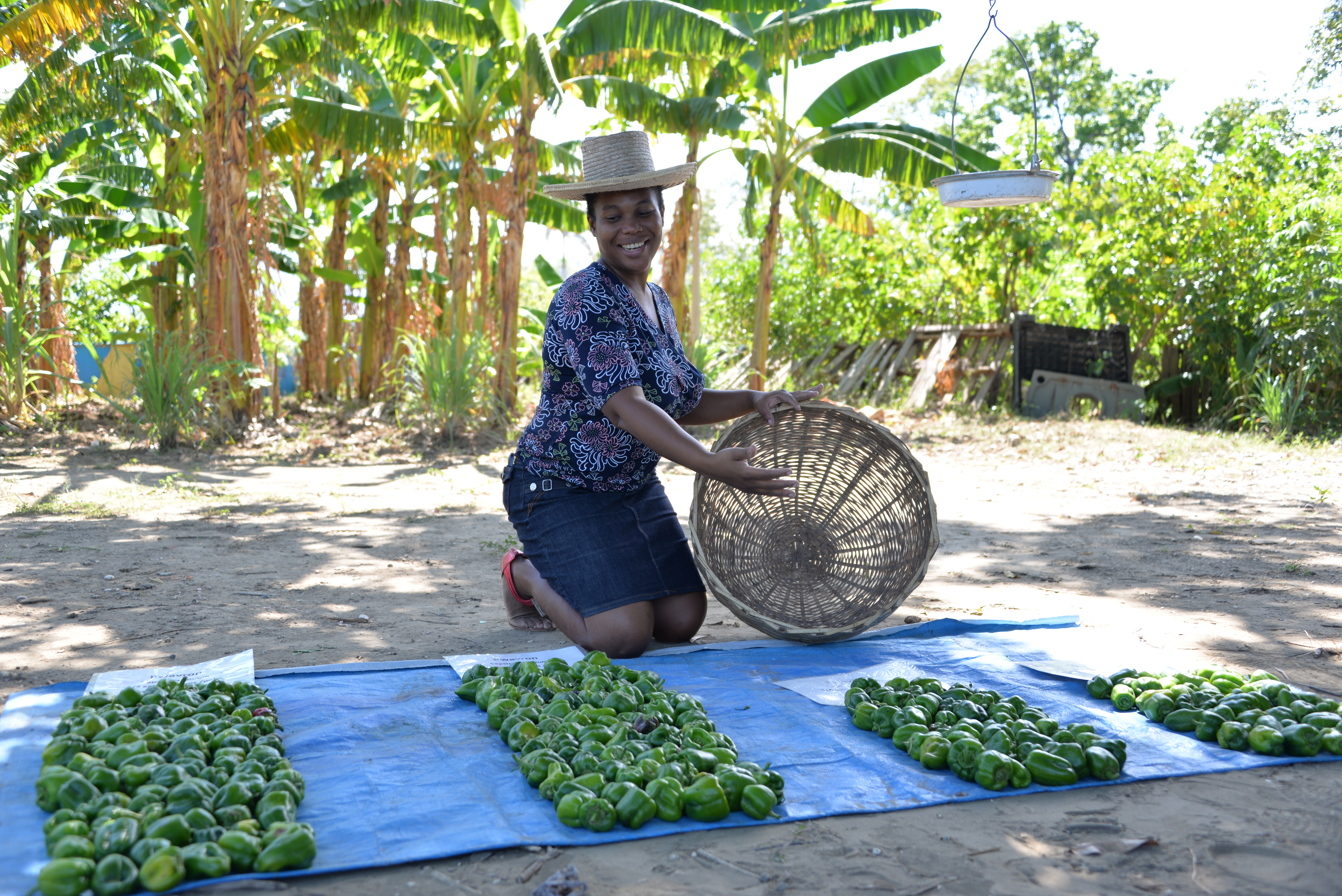

يُشير مصطلح إعادة استعمال الفضلات إلى الاستخدام الآمن والمفيد للفضلات الحيوانية أو البشرية، أي البراز أو البول. ينطوي هذا الاستخدام (المفيد) بشكلٍ أساسي على استغلال المواد المغذية والمواد العضوية والطاقة الموجودة في الفضلات البشرية، وليس المحتوى المائي من الفضلات (كما هو الحال في معالجة المياه المتسعملة). من الممكن أن تنطوي عملية إعادة استعمال الفضلات البشرية على استخدامها كمحسنات للتربة أو كسماد أو في زراعة الحدائق أو تربية الأحياء المائية أو في البستنة. من الممكن أيضًا استعمال الفضلات مصدرً للوقود أو مواد بناء.
تحتوي الفضلات البشرية على عدد من الموارد التي يمكن استردادها: النيتروجين المغذي للنباتات، والفوسفور، والبوتاسيوم، إضافة إلى المغذيات زهيدة المقدار كالكبريت، والمادة العضوية الطبيعية. تستخدم هذه الموارد -الموجودة في الفضلات البشرية أو في المياه المنزلية المستعملة (مياه الصرف الصحي)- بشكلٍ تقليدي في الزراعة في العديد من البلدان حول العالم. ما تزال الفضلات البشرية تستخدم في الزراعة حتى يومنا هذا، ولكن غالبًا ما تنطوي ممارسة هذه الطريقة في البلدان النامية على أساليب غير منظمة وغير آمنة. وضعت المبادئ التوجيهية لمنظمة الصحة العالمية لعام 2006 إطار عمل لكيفية إنجاز عملية إعادة استعمال الفضلات بأمان من خلال اتباع «نهج الحواجز المتعددة».
هناك العديد من «الأسمدة المشتقة من الفضلات» التي تتنوع في خصائصها وفي مميزاتها التخصيبية: البول، والبراز المجفف، والحمأة البرازية (مخلفات التعفين)، والصرف الصحي، وحمأة المجاري، وروث الحيوانات. مع ذلك، من الممكن أن تسبب إعادة استعمال النفايات البشرية مخاطر صحية ومشاكل بيئية بسبب المخلفات الدوائية والعوامل الممرضة، والتلوث بالنترات. 
تعتبر عملية إعادة استعمال الفضلات البشرية الخطوة الأخيرة في سلسلة الصرف الصحي التي تبدأ بجمع النفايات البشرية (عن طريق المراحيض) وتستمر عبر نقل هذه النفايات ومعالجتها إما للتخلص منها أو لإعادة استخدامها.

## خلفية
من الممكن أن تلعب أنظمة الصرف الصحي، المصممة خصيصًا بهدف استعادة الموارد بشكل آمن وفعال، دورًا هامًا في إدارة الموارد البيئية العامة للمجتمع. يمكن استخدام تقنيات وممارسات مختلفة، تتراوح في نطاقها من الأسرة الريفية الصغيرة إلى المدن الكبرى، لاستخلاص موارد محتملة ذات قيمة، وإتاحتها للاستخدامات الآمنة والإنتاجية التي تدعم رفاهية الإنسان مع أطول استمرارية ممكنة.
تشمل الموارد المتاحة في الصرف الصحي والنفايات البشرية المياهَ والمغذيات النباتية والمواد العضوية والمحتوى الطاقي. تركز عملية إعادة استخدام النفايات البشرية على المغذيات والمواد العضوية المحتواة في النفايات البشرية على عكس عملية إعادة استخدام المياه المستعملة التي تُعنى بالمحتوى المائي.
يعتبر كل من السماد ومخصب التربة الشكلين الأكثر شيوعًا لإعادة استعمال الفضلات في الزراعة. تسمى هذه العملية في الزراعة بـ «نهج إغلاق حلقة الصرف الصحي»، وتُعتَبَرُ جانبًا مركزيًا وأساسيًا من جوانب نهج الصرف الصحي البيئي. يعتبر مصطلح «استخدام النفايات البشرية» مصطلحًا بديلًا لـ «إعادة استعمال الفضلات» وأكثر دقة، وذلك على اعتبار أن الفضلات البشرية تستخدم لأول مرة، لا للمرة الثانية.
من الممكن أن يكون الجمع بين مياه الصرف الصحي والنفايات البشرية مع النفايات القابلة للتحلل الحيوي (النفايات العضوية) الأخرى -كالسماد والغذاء ونفايات المحاصيل- لأغراض استرداد الموارد أمرًا فعالًا.

### خيارات إعادة الاستخدام
تتضمن الأنواع الأكثر شيوعًا لإعادة استعمال الفضلات، بما في ذلك الفضلات بمفردها أو ممزوجة مع المياه في حالة مياه الصرف الصحي المنزلية (مياه المجاري)، ما يلي:
- الأسمدة ومياه الري في الزراعة والبستنة: على سبيل المثال: استخدام المياه المستردة والمعالَجة للري، استخدام الفضلات (والنفايات العضوية الأخرى) أو المواد الصلبة المُعالجة بشكل مناسب كسماد ومُخصّب التربة، استخدام البول المُعالَج والمعزول عن المصدر كسماد.
- الطاقة: على سبيل المثال، استخدام البراز والنفايات العضوية الأخرى في إنتاج الغاز الحيوي، أو في إنتاج الوقود القابل للاشتعال.
- استعمالات أخرى: تشمل الخيارات الأخرى الناشئة لإعادة استعمال الفضلات، إنتاج أعلاف بروتينية للماشية بالاعتماد على ذبابة الجندي الأسود (الكتماء المعتمة)، واستعادة المواد العضوية لاستخدامها كمواد بناء أو لاستعمالها في إنتاج الورق.

### مفهوم نهج الحواجز المتعددة للاستخدام الآمن في الزراعة
أُجريت الأبحاث المتعلقة بكيفية جعل عملية إعادة استعمال البول والبراز في الزراعة آمنةً في السويد منذ تسعينيات القرن العشرين. وضعت منظمة الصحة العالمية، في عام 2006، مبادئ توجيهية حول إعادة الاستخدام الآمن لمياه الصرف الصحي والفضلات والمياه الرمادية. أدى مفهوم الحواجز المتعددة لإعادة الاستخدام، الذي يُعتبر حجر الزاوية في هذه المقالة، إلى فهم واضح لكيفية إعادة استعمال الفضلات بشكل آمن. يُستخدم هذا المفهوم أيضًا في إمدادات المياه وفي الإنتاج الغذائي، ويفهم عمومًا على أنه سلسلة من التدابير العلاجية واحتياطات السلامة الأخرى التي تهدف إلى منع انتشار مسببات الأمراض.
تعتمد درجة المعالجة المطلوبة للأسمدة المُستمدة من الفضلات، لاستخدامها في الزراعة بشكل آمن، على عدد من العوامل، وتعتمد بشكل أساسي على الحواجز الأخرى التي ستوضع بالاعتماد على نهج الحواجز المتعددة. قد تشتمل هذه الحواجز على اختيار المحصول المناسب، والطرق الزراعية المناسبة، وطرق توزيع السماد، والتعليم وما إلى ذلك.
على سبيل المثال، وفي حالة المراحيض الجافة المحوِّلة لمسار البول، يمكن إجراء معالجة ثانوية للبراز الجاف على مستوى المجتمع المحلي، لا على مستوى الأسرة، ومن الممكن أن تشمل التسميدَ الأليف للحرارة، إذ تُسمّد المواد البرازية عند درجة حرارة 50 مئوية، وتُخزن لفترات طويلة، من عام ونصف العام إلى عامين، وتُعالج كيميائيًا مع الأمونيا المُستخرجة من البول لإبطال مفعول مسببات المرض، وتُعرض لأشعة الشمس لتجفيفها، أو تُعالج حراريًا للقضاء -بشكل كامل- على العوامل الممرضة. 

### مقارنتها مع أنواع الأسمدة الأخرى
يوجد في الفضلات البشرية مصدر للأسمدة لم يُستثمر بعد. في أفريقيا على سبيل المثال، تعتبر الكميات النظرية للمواد المغذية التي يمكن الحصول عليها من الفضلات البشرية قابلة للمقارنة مع جميع الأسمدة التي تُستخدم حاليًا في القارة. لذلك، من الممكن لعملية إعادة استعمال الفضلات البشرية أن تدعم زيادة الإنتاج الغذائي، ويمكن لها أيضًا أن توفر بديلًا للأسمدة الكيميائية التي لا يمكن لصغار المزارعين -في الكثير من الأحيان- تحمّلَ تكاليفها. ومع ذلك، تعتمد القيمة الغذائية للمخلفات البشرية على المدخلات الغذائية.
تستخرج الأسمدة المعدنية من أنشطة التعدين، ويُمكن أن تشتمل على المعادن الثقيلة. تحتوي خامات الفوسفات على معادن ثقيلة كالكادميوم واليورانيوم يمكن أن تصل إلى السلسلة الغذائية عن طريق الأسمدة الفوسفاتية المعدنية. لا ينطبق هذا على الأسمدة المستمدة من الفضلات، وهو ما يعتبر ميزة لها.
في الاستخدام المكثف للأراضي الزراعية، لا يستعمل روث الحيوانات في الكثير من الأحيان على أنه سماد معدني، لذا، فإن كفاءة استخدام النيتروجين فيه ضعيفة. من الممكن لاستخدام السماد الحيواني أن يتحول إلى مشكلة عند استخدامه بشكل مفرط في مناطق الزراعة المكثفة مع وجود أعداد كبيرة من الماشية وقلة مساحة الأراضي الزراعية المتاحة.
ترتبط عناصر التسميد في الأسمدة العضوية، في غالب الأحيان، بالمركبات المختزلة الكربونية. في حال كانت هذه المركبات مؤكسدة جزئيًا (كما هو الحال في السماد)، تُمتص المعادن المخصّبة إلى نواتج التحلل (حمض الهيوميك) وغيرها. لذا، فإنها تُظهر تأثير بطيئًا في التسريب، وعادة ما تكون سرعتها في التسرب أقل من سرعة تسرب الأسمدة المعدنية.

## وصلات خارجية
- وثائق حول إعادة استعمال الفضلات - تحالف استدامة الصرف الصحي